# 林慧萍往昔金曲精選4
【林慧萍往昔金曲精選4】是歌手林慧萍的個人第十八張精選專輯；歌林天龍唱片2000年12月12日發行。
收錄林慧萍在歌林唱片時期的精選。

## 專輯簡介
林慧萍的『情歌王國』精選全集共有４輯５張

收集了從「往昔」「倩影 以來的所有好歌，不僅保藏住她的美聲好歌，更完整收藏她的照片。

本專輯應迷友之請，再出一輯回饋歌友。

## 專輯曲目
| 曲序 | 曲名             | 作詞   | 作曲   | 編曲   | 製作人         | 長度 | 備註                               |
| 01   | 不要回頭看       | 黃霑   | 顧嘉輝 | 丹尼   | 黃建昌         | 4:15 | 原唱：蕭孋珠                       |
| 02   | 風中的紙鳶       | 黃捷雄 | 黃捷平 |        | 呂子厚         | 3:25 | 收錄於【走過歲月】                 |
| 03   | 春夢             | 陳真   | 金淑貞 | 丹尼   | 黃建昌         | 4:18 | 收錄於【不要回頭看】；原唱：蕭孋珠 |
| 04   | 別停止對我說愛   | 陳金賢 |        | 林國雄 | 呂子厚         | 3:13 | 收錄於【別再走】                   |
| 05   | 即使能           | 張尚喬 |        | 陳玉立 | 楊明煌         | 3:48 | 收錄於【無情弦】                   |
| 06   | 長江的水依舊在流 | 樂天   | 黃仁青 |        |                | 4:21 | 收錄於【長江的水依舊在流】         |
| 07   | 如夢             | 陳建名 | 陳秀男 | 陳玉立 | 楊明煌／黃建昌 | 4:45 | 收錄於【錯過】                     |
| 08   | 輕輕地喚你       | 陳果   |        | 陳志遠 | 呂子厚         | 3:49 | 收錄於【別再走】                   |
| 09   | 褪色的春天       | 高國華 | 高德華 | 陳志遠 | 黃建昌         | 4:40 | 收錄於【一個人 一段情】            |
| 10   | 握你的手         | 陳果   |        | 陳玉立 | 楊明煌         | 3:49 | 收錄於【無情弦】                   |

## 專輯版本
- CD
  - 歌林天龍2000年12月12日發行